# عبد الله النديم
عبد الله بن مصباح بن إبراهيم نديم «النديم» الإدريسى الحسني (1261 هـ /1842 - 1314 هـ/1896) من أدباء مصر وشعرائها وزجاليها. وخطيب الثورة العرابية.
ولد في الإسكندرية عام 1261 هـ، يتصل نسبه بالحسن السبط. شغل بعض الوظائف، وأنشأ فيها الجمعية الخيرية الإسلامية، وكتب مقالات كثيرة في جريدتي المحروسة، والعصر الجديد، ثم أصدر جريدة «التنكيت والتبكيت» مدة، واستعاض عنها بجريدة سماها اللطائف أعلن بها جهاده الوطني، وحدثت في أيامه الثورة العرابية، فكان من كبار خطبائها، فطلبته حكومة مصر. استتر عشر سنين، ثم قبض عليه سنة 1309 هـ فحبس وأطلق على أن يخرج من مصر، فبرحها إلى فلسطين وأقام في يافا وسمح له بالعودة إلى بلاده فعاد واستوطن القاهرة، وأنشأ مجلة الأستاذ سنة 1310 هـ ونفاه الإنجليز ثانية، فخرج إلى يافا، ثم إلى الأستانة فاستخدم في ديوان المعارف مفتشًا للمطبوعات في الباب العالي. وله كتب منها: الساق على الساق في مكابدة المشاق، كان ويكون، النحلة في الرحلة، والمترادفات. توفي بالأستانة عام (1314 هـ/1896).
ألّف أكثر من 7 آلاف بيت شعر، وروايتين. أشهر كتبه الاحتفاء في الاختفاء، اللآلئ والدرر في فواتح السور، والبديع في مدح الشفيع، وفي المترادفات وللأسف لم يصلنا منها إلا مقتطفات ويرجع هذا لسببن:
- الأول: فترات الهروب والنفي والملاحقات الأمنية التي أصبحت فيها كتابات النديم بمثابة منشورات سرية ثورية يتناقلها البسطاء والأحرار في كل مصر.. وتعرضت لها الدولة بالرصد والمنع والحرق..
- الثاني: أنه في آخر حياته طلب من أصدقائه ما عندهم من كتبه (لأنه كان يعطيهم كتبه لمن يطلبها من أصدقائه) ليحرقها؛ لأنه وجد فيها هجاءً كثيرًا وتجريحًا في بعض الشخصيات.

عبد الله النديم الذي ولد بقرية الطيبة بمحافظة الشرقية سنة 1845م ونشأ وتربى بالإسكندرية بعد انتقال والده الذي كان يعمل نجاراً للعمل بترسانة الأسكندرية. تم نفيه إلى الأستانة 1893م وتم منعه من الكتابة ولكنه اصطدم بأحد أفراد حاشية السلطان عبد الحميد ويسمى أبا الهدى الصيادي مستشار السلطان وكان يسميه أبا الضلال وكتب فيه كتاب (المسامير), أظهر الشيطان شخصية مهزومة أمام أبو الضلال في مقدمه و 9 مسامير فكان كتابه أحد نفائس فن الهجاء في التاريخ العربي. في إقامته الإجبارية بتركيا تعطّلت مواهبه وتوقفت، وسكت فجأة عمّا كان يطالب به الأدباتّي الزجّال الغرّيد والمعارض، ووجد في الأفغاني عزاء له وسلوةً وفي الأمسيات كان الأستاذ والتلميذ يلتقيان تحت أشجار الحدائق التي خصصها عبد الحميد لهما، يتذكران أيّام النضال وأحداث الثورة العرابية، ويطوّفان على سيرة الرفاق في سيلان الذين قدم عهد المنفى بهم ويستعرضان دوحة الشباب وما كان فيها من وارف الأغصان، وعن طريق الأستاذ تعرّف على وزراء وأعيان. لكن النديم لم ينس مصر، وعندما زار الخديوي عباس الثاني الأستانة طلب منه العودة إليها فأجيب طلبه سنة 1895، وفعلاً قفز إلى الباخرة يغمر قلبه الحنين إلى وطنه، ولكن جواسيس عبد الحميد أبرقوا على الفور إليه، فأوقفت الباخرة وانتزع النديم منها وسيق إلى المنفى الذهبي من جديد. بعد أشهر مرض النديم وتراجعت صحته، ونهش السلّ الرئوي صدره وأحسّ بدنو أجله، فأخبر أمه وأخاه في مصر واستقدمهما، ولكن الموت جذبه إليه قبل أن يصلا، فتوفيّ وحيداً غريباً عام 1896 دون أن يترك زوجاً أو ولداً أو حطاماً، وكل ما تركه سيرة عطرة وحياة حافلة.[بحاجة لمصدر]